# Нсукка
Нсукка (англ. Nsukka) — крупный город и район местного управления Нигерии, в штате Энугу. Расположен в центральной части Нигерии, к югу от Энугу-Эзике и к северу от Аку и Энугу.
В городе расположен Университет Нигерии, основанный в 1960 году Ннамди Азикиве, первым президентом Нигерии. Также в городе находится кафедра епархии Нсукки Католической церкви.
Город расположен на плато Уди-Нсукка, расположенном на куэсте Нсукка-Окигви, где остатки африканской поверхности выравнивания представлены вершинами останцовых возвышенностей. Поверхность куэсты преимущественно пологоволнистая, в районах уступов, обращённых на восток сильно расчленена сетью оврагов, особенно близ Энугу. В климатическом отношении это область переменного засушливого климата саванн. Естественный растительный покров в значительной мере изменен в результате хозяйственной деятельности человека. Плато Уди-Нсукка (427—457 м) сложено горизонтально залегающими меловыми и третичными осадочными породами и соответствует тыловому склону куэстовой гряды, сложенному косослоистыми песчаниками. В районе Нсукка плато Уди-Нсукк понижается с востока на запад от 457—549 до 213 м.
Население Нсукка и плато Уди-Нсукка ввозит сельскохозяйственные продукты, производимые в долине реки Анамбра, на рынок в городе Онича.